# 2. ročník udílení Cen Sdružení filmových a televizních herců
2. ročník udílení Cen Sdružení filmových a televizních herců se konal 24. února 1998 ve Santa Monica Civic Auditorium v Los Angeles v Kalifornii. Ocenění se předalo nejlepším filmovým a televizním vystoupením v roce 1995. Nominace byly oznámeny 23. ledna 1997. Ceremoniál vysílala stanice NBC. Speciální cenu získal Robert Redford.

## Vítězové a nominovaní
Tučně jsou označeni vítězové.

### Film
| Nejlepší mužský herecký výkon v hlavní roli | Nejlepší ženský herecký výkon v hlavní roli |
| --- | --- |
| - Nicolas Cage jako Ben Sanderson – Leaving Las Vegas - Anthony Hopkins jako Richard Nixon – Nixon - James Earl Jones jako Stephen Kumalo – Cry, the Beloved Country - Sean Penn jako Matthew Poncelet – Mrtvý muž přichází - Massimo Troisi jako Mario Ruoppolo – Pošťák | - Susan Sarandon jako sestra Helen Prejean – Mrtvý muž přichází - Joan Allen jako Pat Nixon – Nixon - Elisabeth Shue jako Sera – Leaving Las Vegas - Meryl Streep jako Francesca Johnson – Madisonské mosty - Emma Thompson jako Elinor Dashwood – Rozum a cit |
| Nejlepší mužský herecký výkon ve vedlejší roli | Nejlepší ženský herecký výkon ve vedlejší roli |
| - Ed Harris jako Gene Kranz – Apollo 13 - Kevin Bacon jako Henri Young – Vražda prvního stupně - Kenneth Branagh jako Iago – Othello - Don Cheadle jako Mouse Alexander – Ďábel v modrém - Kevin Spacey jako Roger Kint – Obvyklí podezřelí | - Kate Winslet jako Marianne Dashwood – Rozum a cit - Stockard Channing jako Ruby McNutt – Smoke - Anjelica Huston jako Mary – Křižovatka smrti - Mira Sorvino jako Linda Ash – Mocná Afrodité - Mare Winningham jako Georgia Flood – Georgia                  |
| Nejlepší obsazení ve filmu | |
| - Apollo 13 – Kevin Bacon, Tom Hanks, Ed Harris, Bill Paxton, Kathleen Quinlan a Gary Sinise - Chyťte ho! – Danny DeVito, Dennis Farina, James Gandolfini, Gene Hackman, Delroy Lindo, David Paymer, Rene Russo a John Travolta - Co si ušít do výbavy – Maya Angelou, Anne Bancroft, Ellen Burstyn, Samantha Mathis, Kate Nelligan, Winona Ryder, Jean Simmons, Lois Smith, Jared Leto a Alfre Woodard - Nixon – Joan Allen, Brian Bedford, Powers Boothe, Kevin Dunn, Fyvush Finkel, Annabeth Gish, Tony Goldwyn, Larry Hagman, Ed Harris, Edward Herrmann, Anthony Hopkins, Bob Hoskins, Madeline Kahn, E. G. Marshall, David Paymer, David Hyde Pierce, Paul Sorvino, Mary Steenburgen, J. T. Walsh a James Woods - Rozum a cit – Hugh Grant, Alan Rickman, Emma Thompson a Kate Winslet | |

### Televize
| Nejlepší mužský herecký výkon v seriálu (drama) | Nejlepší ženský herecký výkon v seriálu (drama) |
| --- | --- |
| - Anthony Edwards jako Mark Greene – Pohotovost - George Clooney jako Doug Ross – Pohotovost - Dennis Franz jako Andy Sipowicz – Policie New York - David Duchovny jako Fox Mulder – Akta X - Jimmy Smits jako Bobby Simone –Policie New York | - Gillian Anderson jako Dana Scully – Akta X - Christine Lahti jako Kathryn Austin – Nemocnice Chicago Hope - Sharon Lawrence jako Sylvia Costas – Policie New York - Julianna Margulies jako Carol Hathaway – Pohotovost - Sela Ward jako Theodora Reed Margolis Falconer Sorenson – Sisters                               |
| Nejlepší mužský herecký výkon v seriálu (komedie) | Nejlepší ženský herecký výkon v seriálu (komedie) |
| - David Hyde Pierce jako Niles Crane – Frasier - Jason Alexander jako George Constanza – Show Jerryho Seinfelda - Kelsey Grammer jako Frasier Crane – Frasier - Paul Reiser jako Paul Buchman – Jsem do tebe blázen - Michael Richards jako Cosmo Kramer – Show Jerryho Seinfelda | - Christine Baranski jako Maryann Thorpe – Cybill - Candice Bergen jako Murphy Brown – Murphy Brown - Julia Louis-Dreyfus jako Elaine Benes – Show Jerryho Seinfelda - Lisa Kudrow jako Phoebe Bufet – Přátelé - Helen Hunt jako Jamie Buchman – Jsem do tebe blázen                                                        |
| Nejlepší mužský herecký výkon v minisérii nebo TV filmu | Nejlepší ženský herecký výkon v minisérii nebo TV filmu |
| - Gary Sinise jako Harry S. Truman – Truman - Alec Baldwin jako Stanley Kowalski – Tramvaj do stanice Touha - Laurence Fishburne jako Hannibal Lee – Letci z Tuskegee - James Garner jako Jim Rockford – The Rockford Files: A Blessing in Disguise - Tommy Lee Jones jako Hewey Calloway – Sympaťáci | - Alfre Woodard jako Berniece Charles – The Piano Lesson - Glenn Close jako Margarethe Cammermeyer – Tajná služba - Sally Fieldová jako Bess Alcott Steed Garner – Sama proti osudu - Anjelica Huston jako Calamity Jane – Konec Divokého západu - Sela Ward ako Jessica Savitch – Almost Golden: The Jessica Savitch Story |
| Nejlepší obsazení (drama) | |
| - Pohotovost – George Clooney, Anthony Edwards, Julianna Margulies, Gloria Reuben, Eriq La Salle, Sherry Stringfield a Noah Wyle - Zákon a pořádek – Benjamin Bratt, Jill Hennessy, Steven Hill, S. Epatha Merkerson, Chris Noth, Jerry Orbach a Sam Waterson - Policie New York – Gordon Clapp, Kim Delaney, Dennis Franz, Sharon Lawrence, James McDaniel, Justine Miceli, Gail O'Grady, Jimmy Smits a Nicholas Turturro - Nemocnice Chicago Hope – Adam Arkin, Peter Berg, Jayne Brook, Vondie Curtis-Hall, Hector Elizondo, Thomas Gibson, Roxanne Hart, Christine Lahti, Peter MacNicol, Mandy Patinkin a Jamey Sheridan - Picket Fences – Amy Aquino, Kathy Baker, Don Cheadle, Kelly Connell, Lauren Holly, Fyvush Finkel, Costas Mandylor, Holly Marie Combs, Marlee Matlin, Justin Shenkarow, Tom Skerritt, Adam Wylie a Ray Walston | |
| Nejlepší obsazení (komedie) | |
| - Přátelé – Jennifer Aniston, Courteney Cox, Lisa Kudrow, Matt LeBlanc, Matthew Perry a David Schwimmer - Show Jerryho Seinfelda – Jason Alexander, Julia Louis-Dreyfus, Michael Richards a Jerry Seinfeld - Frasier – Dan Butler, Peri Gilpin, Kelsey Grammer, Jane Leeves, John Mahoney a David Hyde Pierce - Jsem do tebe blázen – Helen Hunt, Leila Kenzle, John Pankow, Anne Ramsay a Paul Reiser - Cybill – Christine Baranski, Dedee Pfeiffer, Alan Rosenberg, Cybill Shepherd, Alicia Witt a Tom Wopat | |